# Passivt design
Passivt design er et princip til design af bygninger, som følger principperne for bæredygtigt byggeri. Princippet går ud på at konstruere bygningen således at der kun skal tilføres et minimum af (helst ingen overhovedet) energi til bygningen, der således er "passiv", dvs. ikke bruger (ret meget) energi. Først brugt i Tyskland under betegnelsen "Passivhaus". Bemærk at det i lige høj grad gælder varme klimaer som kolde. På dansk også kaldet et passivhus. Et videre skridt er at tilføre huset aktive elementer så det bliver et "aktivt hus".

## Principper der kan anvendes

### Orientering og lokalisering
Første princip er at lokalisere og orientere huset korrekt. Lokalisering går ud på at placere huset et sted der ikke er til større ulempe for miljøet end nødvendigt. Orientering vil sige at man udnytter solens varme om vinteren og udelukker dem om sommeren ved at udnytte solstrålernes vinkel i forhold til jorden ved at anvende korte tagudhæng og lignende samt planter der mister bladene om vinteren og skygger om sommeren. Desuden så man udelukker kolde vintervinde og udnytter kølig sommerbrise. Orienteringen er specielt vigtig i varme klimaer.

### Isolering
Det er væsentligt at isolere huset korrekt med henblik på at mindske varmetabet om vinteren og mindske varmevindingen om sommeren. Således bruges mindre energi til opvarmning og afkøling. Det skal pointeres at spørgsmålet om afkøling af huse i lande som Australien, USA's sydstater og ved Middelhavet er lige så stort eller større som problem og som energiforbrug end opvarmning i lande som Danmark, da traditionelle aircondition-apparater er store energislugere og ofte unødvendige hvis principperne appliceres. En speciel detalje for varme lande er cold-roof princippet som specielt appliceres i USA's sydstater, men også i Australien, men desværre er ret ukendt i Sydeuropa endnu.

### Termisk masse
Termisk masse er at anvende materialer med høj densitet inde i huset der modererer temperaturen både når det er varmt og når det er koldt. Specielt fordelagtigt i varme klimaer med kølige nætter. Masseovnen, der er specielt langt fremme i Skandinavien, er baseret på termisk masse.

### Miljømæssige produktionsomkostninger
Man inkorporerer i sit regnestykke husets samlede energiforbrug, dvs. om de materialer der er brugt i sig selv har krævet stor energi at fremstille og transportere.

### Materialegiftighed
Det estimeres om materialerne er usunde (f.eks. spånplader der afgiver giftige dampe i lang tid) eller neutrale (f.eks. gasbeton, der ikke afgiver nogen dampe).

### Vedvarende energikilder
Der sørges for solopvarmning eller geotermisk opvarmning til opvarmning og brugsvand, der er en af de største energislugere i et privat hjem (over 50% i en gennemsnitlig dansk husstand). Endvidere kan man bruge andre vedvarende energikilder (også kaldet alternativ energi) såsom vindenergi, vandkraft samt fotovoltaiske anlæg, mest brugt i Europa (middelhavslandene), men i Australien er der planer om meget store anlæg.

### Vand- og energibesparelser samt affald og spildevand
Andre faktorer er kompostering og minimering af affald, regnvandsopsamling, minimering af vandforbrug og elforbrug, korrekt placering af vinduer, gråvands-irrigering (vanding) af haven med spildevand bortset fra toiletspildevand der kaldes "sort vand" i modsætning til "gråt vand" der udgøres af det øvrige spildevand (mest aktuelt i tørre klimaer som Middelhavet og Australien).
Et passivhus er ikke en absolut størrelse, men en tilstræbelse, hvor man kan inkorporere så mange elementer man kan. En væsentlig faktor er at det har vist sig at være en god langtidsinvestering, da husene holder en god pris ved salg, ikke koster ret meget mere at bygge end konventionelle huse, og dertil sparer store mængder energi for ejerne. Princippet er langt fremme i udvikling i Skandinavien, Tyskland, New Zealand og specielt Australien, der har inkorporeret mange af principperne som obligatoriske elementer i byggereglementet. 

Hovedformålet med passivt design er at mindske CO2-udledningen og dermed drivhuseffekten. Sekundært og naturligt følger at nedsætte forureningen af miljøet generelt (luftforurening, affald, grundvand m.m.) samt at begrænse forbruget af naturressourcer.